# Anselmo Raguileo Lincopil
Anselmo Raguileo Lincopil (3 de maio de 1922 - 29 de fevereiro de 1992) foi um linguista, historiador, pesquisador e poeta chileno do povo Mapuche . Ele desenvolveu o Alfabeto Raguileo.

## Vida
Raguileo Lincopil nasceu em 3 de maio de 1922, em Saltapura, Chile, 16 quilômetros a sudeste de Nueva Imperial . Teve os estudos primários na Escola Missionária de Boroa e depois no Missionário Padre Las Casas. Fez os estudos secundários na Escola Industrial de Temuco, graduando-se em Técnico de Gabinete Metalúrgico.
Raguileo Lincopil mais tarde mudou-se para Santiago (Chile) para estudar química na Escola de Artes e Ofícios da Universidade de Santiago. Formou-se em Química em 1944. De 1952 a 1956, Raguileo Lincopil estudou linguística e foi professor de línguas.